# Laurent Chavassieu
Pour les articles homonymes, voir Chavassieu.
Laurent Chavassieu est un homme politique français né le 18 octobre 1787 à Montbrison (Loire) et décédé le 12 juillet 1879 à Montbrison.
Industriel à Rive-de-Gier, il est nommé maire de Montbrison après la révolution de février 1848. Il est également député de la Loire de 1848 à 1851. Emprisonné quelque temps après le coup d’État du 2 décembre 1851, il quitte alors la vie politique. Il est le père de Jean-Baptiste Chavassieu, député de 1871 à 1879 et sénateur de 1879 à 1888.

## Sources
- « Laurent Chavassieu », dans Adolphe Robert et Gaston Cougny, Dictionnaire des parlementaires français, Edgar Bourloton, 1889-1891 [détail de l’édition]